# Arthur Marshall (Komponist)

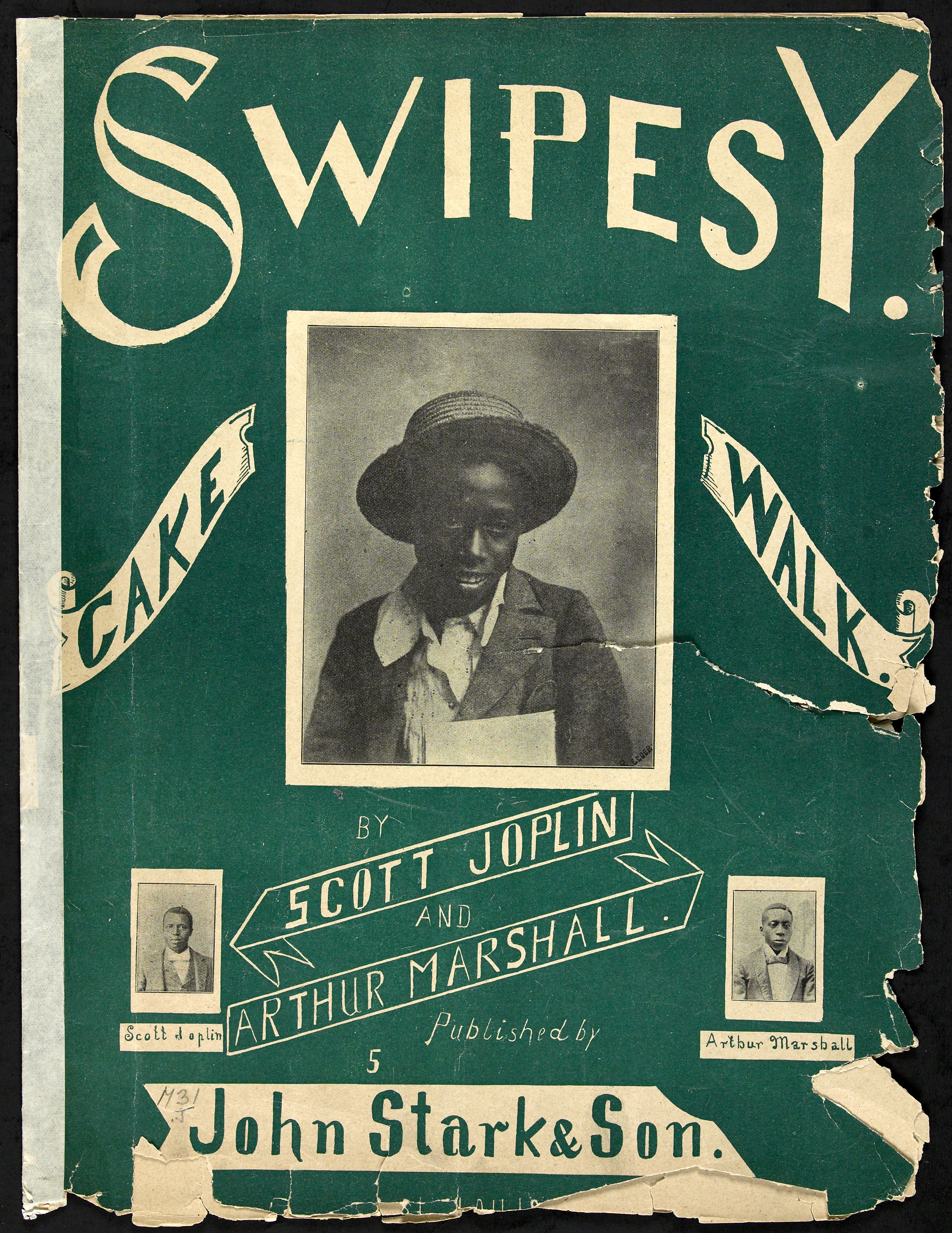
Swipesy Cake Walk (Notenausgabe 1900)

Arthur Owen Marshall (* 20. November 1881 in Saline County (Missouri); † 18. August 1968 in Kansas City (Missouri)) war ein amerikanischer Komponist und Pianist des Ragtime.

## Leben und Wirken
Marshall, der zunächst auf dem Land aufwuchs, zog mit seiner Familie als Schulkind nach Sedalia (Missouri) wegen der dort sehr viel besseren Schulbildung für Afroamerikaner. Als er 15 Jahre alt war, wurde er (ebenso wie sein Klassenkamerad Scott Hayden) Schüler von Scott Joplin, der bei seinen Eltern Kostgänger war. Sie traten gemeinsam in Nachtclubs wie dem Black 400 Club und dem Maple Leaf Club auf.
Marshall studierte dann Musik(theorie) im George R. Smith College, wo er einen Abschluss als Lehrer machte. Noch während seiner Zeit auf dem College tourte er für fast zwei Jahre mit McCabe's Minstrels, wo er in den Pausen Rags auf dem Klavier spielte. Daneben spielte er bei Tanzereignissen, aber auch in Bordellen, um die Gebühren für das College einzuspielen.
1901 zog Marshall nach St. Louis, wo er bei Joplin lebte und zwei Rags mit ihm verfasste, Swipesy Cake Walk (1900) und The Lily Queen (1907). In den nächsten Jahren arbeitete er dort und in Chicago, wo er ab 1905 lebte, als Pianist. Daneben schrieb er einige Rags.
Persönliche Umstände (der Tod seiner zweiten Frau und des dritten gemeinsamen Kindes im Kindbett) veranlassten ihn 1917, sich von der Musikszene zurückzuziehen. Erst ab 1949 veröffentlichte Marshall einige weitere Kompositionen wie den National Prize Rag, Silver Arrow und den Missouri Romp. Gelegentlich trat er wieder auf und erhielt auch die Gelegenheit, seine Rags aufzunehmen. Zwei weitere Stücke veröffentlichte er 1966, Century Prize und Silver Rocket; drei weitere Rags wurden postum verlegt.

## Veröffentlichungen

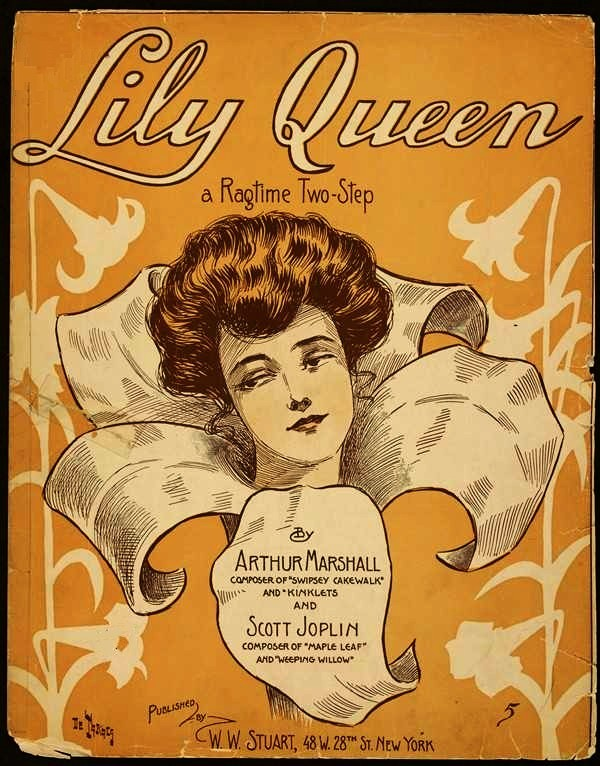
Lily Queen (Notenausgabe 1907)

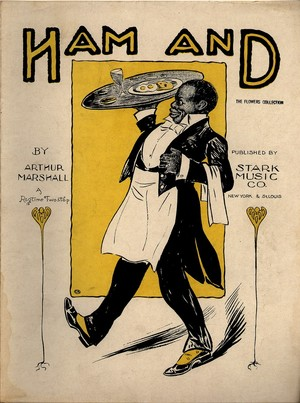
Ham and ! (Notenausgabe 1908)

| Titel                                     | Veröffentlichungsjahr | Anmerkungen        |
| ----------------------------------------- | --------------------- | ------------------ |
| Swipesy Cakewalk                          | 1900                  | mit Scott Joplin   |
| Kinklets                                  | 1906                  |                    |
| Lily Queen                                | 1907                  | mit Joplin         |
| Missouri Romp                             | 1907                  |                    |
| Ham and !                                 | 1908                  |                    |
| The Peach                                 | 1908                  |                    |
| The Glory of the Cubs                     | 1908                  | mit F.R. Sweirngen |
| The Pippin                                | 1908                  |                    |
| Silver Arrow Rag                          | 1949                  |                    |
| National Prize Rag                        | 1950                  |                    |
| Century Prize                             | 1966                  |                    |
| Silver Rocket                             | 1966                  |                    |
| I'll Wait Until My Dream Girl Comes Again | 1974                  | postum             |
| Little Jack's Rag                         | 1976                  | postum             |
| The Miracle of a Birth                    | 1980                  | postum             |